# Kon (tradition)
Pour les articles homonymes, voir Kon.
Le Kon est un spiritisme malveillant dans la communauté Bassa qui communique avec les démons.